# Canyondam
Canyondam – jednostka osadnicza w Stanach Zjednoczonych, w stanie Kalifornia, w hrabstwie Plumas.